# Leptognathia arctophylax
Leptognathia arctophylax är en kräftdjursart som först beskrevs av Norman och Stebbing 1886.  Leptognathia arctophylax ingår i släktet Leptognathia och familjen Leptognathiidae. Inga underarter finns listade i Catalogue of Life.